# Fernand Brouez
Fernand Brouez (Wasmes, 1861 – Bruselas, 1900) fundador y editor de La Société Nouvelle, al principio con Arthur James, a quien conoció en la Universidad Libre de Bruselas, y después de 1889 con otros muchos.  
Era el segundo hijo de Jules Brouez y Victorine Sapin, Fernand y su hermano mayor estudiaron en la Universidad Libre de Bruselas. Pero al ir cambiando entre filosofía, derecho y medicina no consiguió su candidatura para un doctorado con 29 años. 
Se codeó con una elite belga de intelectuales y artistas de la época y se interesó en el socialismo y la conciencia social. Pudo publicar la primera edición de La Société Nouvelle con la ayuda de su padre. Y fue una de las publicaciones más importantes en artes, asuntos sociales y científicos de la época. 
Se casó en 1896 con Cornelia Hubertina Doff (1858-1942), y más tarde con Neel Doff. Falleció víctima de la sífilis bien por algún encuentro sexual o por el pasado de su segunda esposa. El personaje de André en el segundo libro de esta, Keetje, está basado en él. Le dieron sepultura en el cementerio de Ixelles el 3 de julio de 1900. 